# Krasnov Rocks
Die Krasnov Rocks (russisch Скала Краснов Skala Krasnowa, norwegisch Krasnovhamaren ‚Krasnow-Hammer‘) sind eine Gebirgskette aus Felsvorsprüngen im ostantarktischen Königin-Maud-Land. In der Orvinfjella ragen sie 3 km südsüdöstlich der Dallmannberge auf.
Luftaufnahmen und Vermessungen der Dritten Norwegischen Antarktisexpedition (1956–1960) dienten ihrer Kartierung vor. Wissenschaftler einer von 1960 bis 1961 durchgeführten sowjetischen Antarktisexpedition benannten sie nach dem russischen Geographen und Botaniker Andrej Nikolajewitsch Krasnow (1862–1914). Das Advisory Committee on Antarctic Names übertrug diese Benennung 1970 ins Englische.